# Północna grań Kopy Kondrackiej

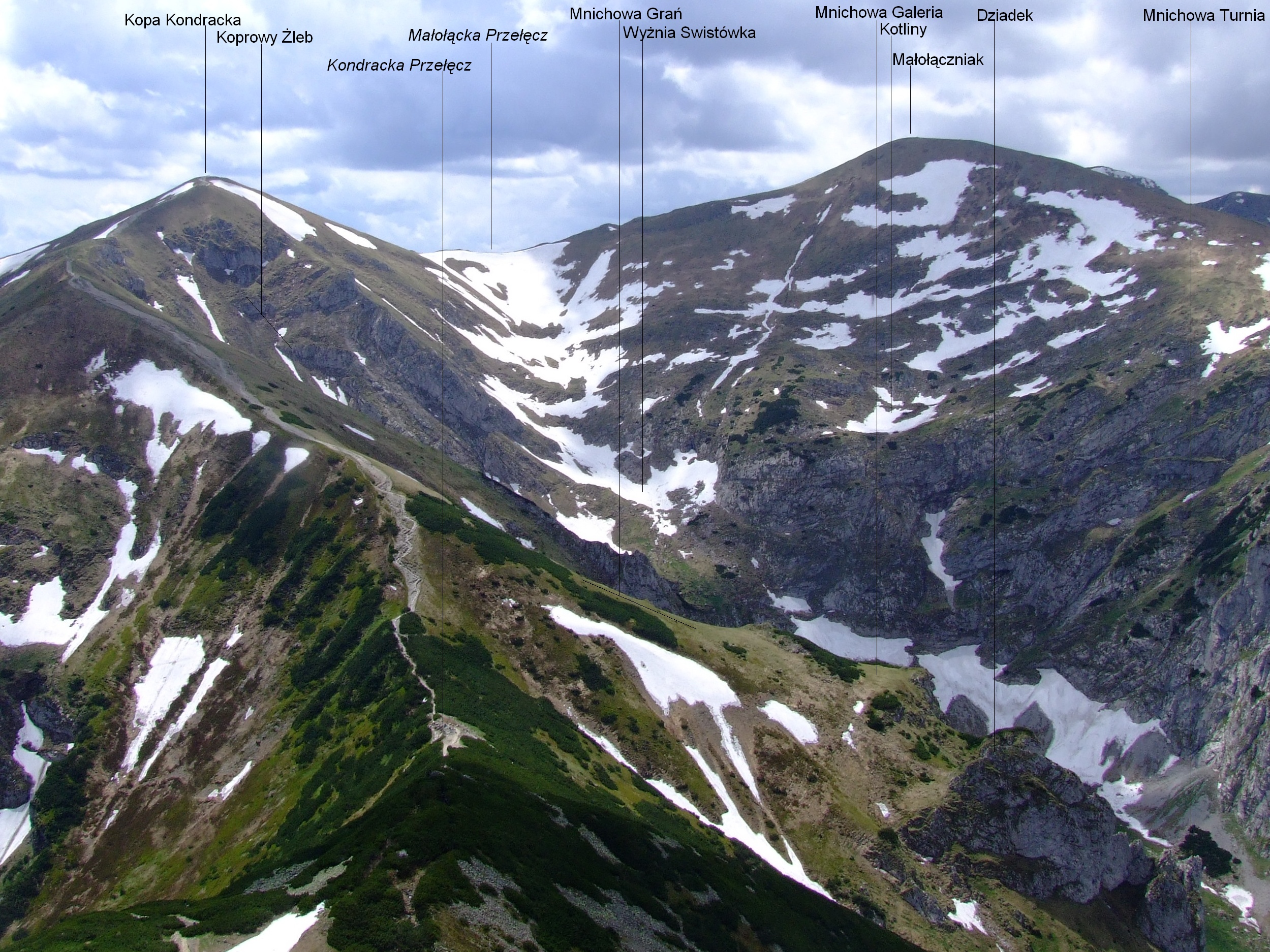
Północna grań Kopy Kondrackiej

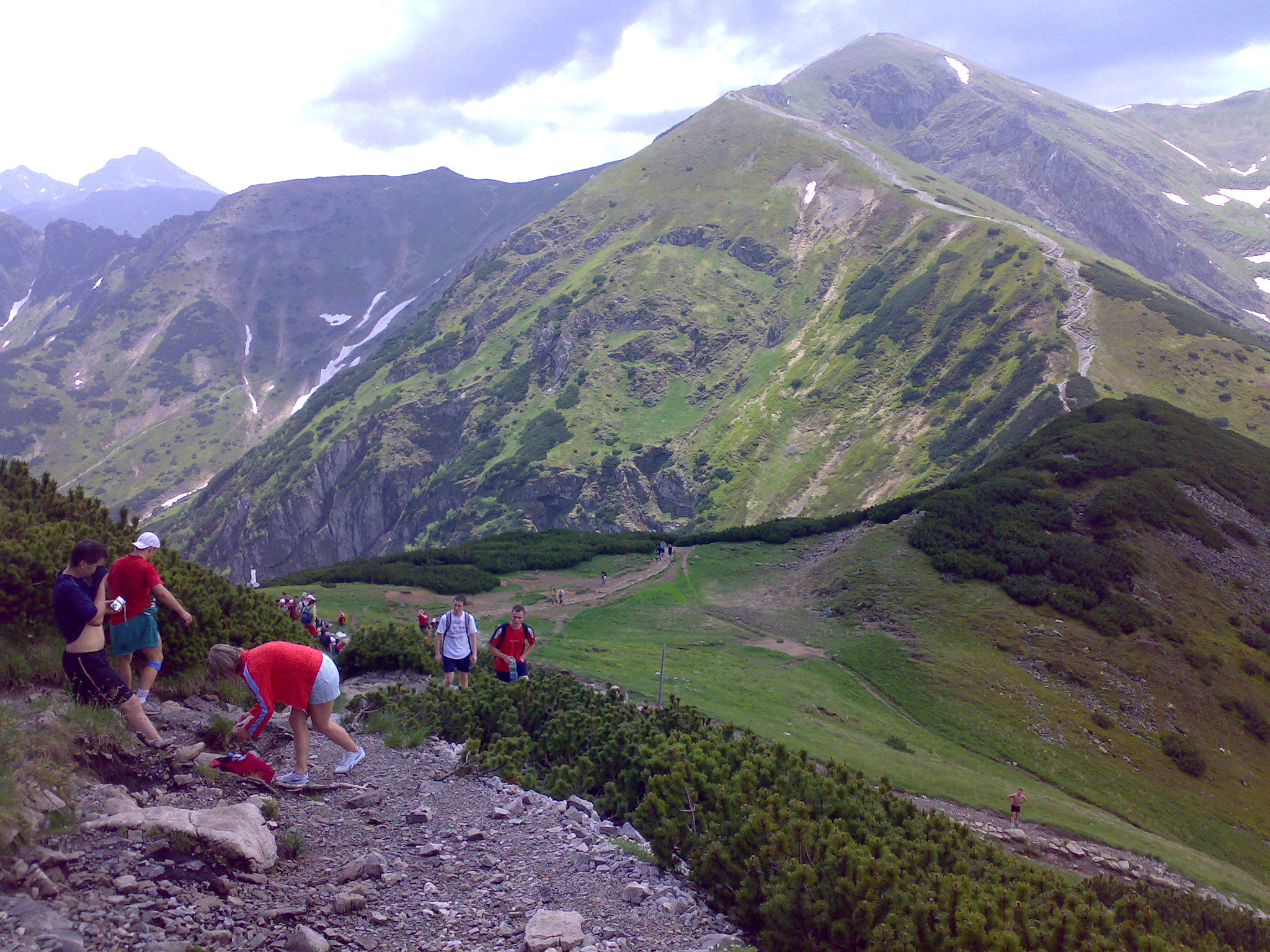
Kopa Kondracka i jej północna grań

Północna grań Kopy Kondrackiej – północna grań Kopy Kondrackiej w Tatrach Zachodnich. Kopa Kondracka znajduje się w grani głównej Tatr Zachodnich, przez którą biegnie granica polsko-słowacka, a jej północna, boczna grań znajduje się w polskiej części Tatr i oddziela dwie doliny walne: Dolinę Małej Łąki (po zachodniej stronie) i Dolinę Bystrej z jej odgałęzieniem – Doliną Kondratową (po wschodniej stronie). W grani tej znajdują się:
- Kopa Kondracka (słow. Kondratova kopa, 2005 m), od której odgałęziają się:
  - grzęda Kondratowych Baszt,
  - Mnichowa Grań,
- Kondracka Przełęcz, 1725 m,
- Kondracka Kopka, ok. 1770 m,
- Wyżnia Kondracka Przełęcz, 1765 m,
- Wielki Giewont 1894 m[1][2].

Na Wielkim Giewoncie grań rozgałęzia się na dwie odnogi:
- północno-wschodnia grań Długiego Giewontu,
- zachodnia grań Małego Giewontu.

Granie te niżej wielokrotnie rozgałęziają się, tworząc wiele dolin reglowych i żlebów położonych między wylotami Doliny Małej Łąki i Doliny Bystrej. W kierunku od zachodu na wschód są to: Mały Żlebek, Dolina za Bramką, Suchy Żleb, Dolina Strążyska, Dolina ku Dziurze, dolina Spadowiec, Dolina Białego, Żleb pod Kogutkami, Dolina nad Capkami, Żleb nad Kamieniołomem.